# 한국철도공사
한국철도공사(韓國鐵道公社, 영어: Korea Railroad Corporation, 약칭 한국철도 또는 철도공사 또는 코레일(영어: KORAIL))는 대한민국의 국유 철도 영업과 관련 사무를 담당하는 국토교통부 산하의 공기업이다. 본사는 대전광역시 동구 중앙로 240 (소제동 철도기관 공동사옥)에 있으며 한국철도공사법에 의거하여 설립되었다.

## 연혁
- 2003년 7월 29일: 철도산업발전기본법 제정
- 2003년 12월 31일: 한국철도공사법 제정
- 2005년 1월 1일: 한국철도공사 설립[1]
- 2005년 8월 1일: KTX특송서비스 본격 시행
- 2006년 7월 1일: 철도공사 조직개편(기능통합형 17개 지사체제, 3개 철도차량관리단)
- 2006년 12월 22일: 철도교통관제센터 개통(5개 지역관제실을 관제센터로 통합)
- 2009년 3월 26일: 간선형 전기동차(EMU, 150km/h) 최초 도입
- 2010년 3월 2일: 한국형 고속열차  KTX-산천 개통
- 2012년 2월 28일: 경춘선 ITX-청춘 개통
- 2014년 5월 12일: ITX-새마을 개통
- 2014년 10월 25일: 전국호환교통카드 레일플러스 출시
- 2015년 3월 24일: KTX, 대한민국 브랜드스타 4년 연속 1위 달성
- 2015년 9월 24일: KTX 이용객 5억명 돌파
- 2017년 1월 11일: 광명역~사당역간 KTX 셔틀버스(8507번) 운행 개시
- 2018년 1월 17일: 광명역 도심공항터미널 영업 개시
- 2019년 1월 15일: 도심공항터미널 개장 1년 만에 이용객 8만 명 돌파
- 2020년 8월 18일: 코레일톡 승무원 호출서비스 제공 개시
- 2021년 1월 15일: KTX-이음 개통
- 2023년 9월 1일: ITX-마음 개통
- 2024년 5월 1일: KTX-청룡 개통

## 조직
- 본사: 7본부 10실 7단 62처
- 소속기관(현업): 8지역본부 및 4지역관리단 20부속기관
- 정원: 32,380명 (2024년 3분기)

### 본사
- 비서실
- 감사실
  - 감사기획처
  - 종합감사처
  - 경영감사처
  - 청렴조사처
- 안전기술총괄본부장
  - 안전본부
    - 안전계획처
    - 산업안전처
    - 시민안전처
    - 안전분석처
    - 환경경영처
    - 비상계획처
    - 관제실
    - 철도교통관제센터

  - 차랑본부
  - 차량계획처
  - 고속차량처
  - 일반차량처
  - 전동차량처
  - 철도차량정비단
  - 차량기술센터
- 시설본부
  - 시설계획처
  - 선로관리처
  - 건설시설처
  - 철도시설안전합동혁신단
  - 고속시설사업단
- 전기본부
  - 전기계획처
  - 전철전력처
  - 통신처
  - 신호제어처
  - 고속전기사업단
  - 서울정보통신사무소
- 부사장
  - 법무실
- 기획조정본부
  - ESG경영처
  - 전략기획처
  - 기획예산처
  - 경영평가처
  - 재무경영실
    - 재무회계실
    - 자금물자처
    - 상생계약처

  - 회계통합센터
- 인재경영본부
  - 총무처
  - 인사기획처
  - 인사운영처
  - 노사상생처
  - 복지후생처
  - 인제개발원
- 디지털 융합본부
  - 디지털기획처
  - 디지털경영처(정보보안센터)
  - IT운영센터
  - 철도연구원
- 여객사업본부
  - 여객계획처
  - 역운영처
  - 여객서비스처
  - 고객마케팅단
  - 열차운영단
  - 특별동차운영단
- 물류사업본부
  - 물류계획처
  - 물류마케팅처
  - 물류수송처
- 광역철도본부
  - 광역계획처
  - 광역마케팅처
  - 광역운영처
- 신성장 사업본부
  - 신성장기획처
  - 자산운영처
  - 신성장개발처
  - 해외남북철도사업단
    - 국제협력처
    - 해외사업1처
    - 해외사업2처

### 지역본부
- 서울본부: 서울특별시 중구 청파로 432
- 수도권동부본부: 서울특별시 동대문구 한천로 472[2]
- 수도권서부본부: 서울특별시 영등포구 도영로 115[3]
- 강원본부: 강원특별자치도 동해시 동해역길 69
- 대전충남본부: 대전광역시 동구 중앙로 215[4]
- 충북북부: 충청북도 제천시 의림대로 1[5]
- 전북본부: 전북특별자치도 익산시 익산대로 153[6]
- 전남본부: 전라남도 순천시 팔마로 119
- 광주본부: 광주광역시 북구 무등로 235[7]
- 경북본부: 경상북도 영주시 시청로2번길 30
- 대구본부: 대구광역시 동구 동대구로 550[8]
- 부산경남본부: 부산광역시 동구 중앙대로 206[9]

### 소속기관
- 연구원: 대전광역시 동구 중앙로 240
- 인재개발원: 경기도 의왕시 철도박물관로 157
- IT운영센터: 서울특별시 중구 청파로 432 철도빌딩
- 회계통합센터: 대전광역시 동구 중앙로 240 한국철도공사 9층
- 철도교통관제센터: 서울특별시 구로구 구일로8길 150
- 시설장비사무소: 대전광역시 대덕구 평촌2길 59
- 서울정보통신사무소: 서울특별시 용산구 한강대로21나길 7 철도회관 8층
- 경주고속철도시설사무소 및 경주고속철도전기사무소: 경상북도 경주시 건천읍 경주역로 80[10]
- 오송고속철도시설사무소 및 오송고속철도전기사무소: 충청북도 청주시 흥덕구 오송읍 정중연제로 384

### 철도차량정비단
- 수도권철도차량정비단: 경기도 고양시 덕양구 행주로 108-1
- 대전철도차량정비단: 대전광역시 대덕구 벚꽃길 150
- 부산철도차량정비단: 부산광역시 부산진구 신천대로 215
- 호남철도차량정비단: 광주광역시 광산구 고봉로258번길

### 계열사
- 코레일로지스: 철도물류수송 담당
- 코레일유통: 철도기반 전문유통기업
- 코레일관광개발: 철도관광, 승무사업 등 담당
- 코레일네트웍스: 철도역무, 회원관리, 주차장 등 담당
- 코레일테크: 철도차량, 시설 유지보수 담당

### 스포츠단
- 대전 코레일 FC
- 한국철도 유도단
- 한국철도 사이클단

## 사업 분야
- 여객열차: KTX, KTX-산천, KTX-이음, KTX-청룡, ITX-마음, ITX-새마을, ITX-청춘, 새마을호, 무궁화호, 누리로 운행
  - 관광열차: 정선아리랑열차, 백두대간협곡열차, 남도해양열차, 동해산타열차, 서해금빛열차, 레일크루즈 해랑 운행
- 광역철도
  - 수도권 전철: 1호선, 3호선, 4호선, 경의·중앙선, 경춘선, 과천선, 안산선, 일산선, 수인·분당선, 경강선, 서해선 광역철도 운행
  - 부산 도시철도: 동해선 광역전철 운행
  - 대구 도시철도: 대경선 운행
- 물류
- 자산 개발
- 국내외 철도 시설 유지·보수
- 버스: 광명역 - 인천국제공항 셔틀버스 6770번을 직영으로 운행

## 시설
- 역 현황: 688개 (2023년 1월 1일 기준)[11]
  - 보통역: 337개
  - 배치간이역: 2개
  - 무배치간이역: 308개
  - 조차장: 2개
  - 신호장: 32개
  - 신호소: 7개

- 열차 운행 현황: 3,396회 (2022년 12월 31일 기준, 주중 편도기준)
  - 고속열차: KTX 306회
  - 간선여객열차: 399회(ITX청춘 36회 포함)
  - 광역철도: 2,510회
  - 화물열차: 181회

- 철도수송분담율
  - 여객: 12.8% (인 Km 기준, 2020년)
  - 화물: 4.4% (톤 Km 기준, 2018년)

- 영업거리: 4,131.2km (100개 노선) (2022년 12월 31일 기준)
  - 고속선: 595.9km
  - 준고속선: 326.1km[12]
  - 일반선: 3,209.2km
  - 복선거리: 2,885.4km (69.8%)
  - 전철거리: 3,231km (78.2%)

### 보유 차량
여객객차 및 발전차, 화차는 2024년 기준 나머지는 2025년 기준이다.
- 고속열차: 137편성 1750량
  - KTX: 46편성 920량
  - KTX-산천: 24편성 240량
  - KTX-산천: 14편성 140량(사고로 1개 편성 폐차)
  - SRT: 32편성 320량[13]
  - KTX-이음: 19편성 114량
  - KTX-청룡: 2편성 16량
- ITX-새마을: 23편성 138량
- ITX-마음: 27편성 108량
- ITX-청춘: 8편성 64량
- 누리로: 7편성 28량 (사고로 1개 편성 폐차)
- 통근형 전동차: 304편성 2486량
- 기관차 : 388량
  - 디젤 기관차: 214량 (4400호대: 59량, 7300호대~7500호대: 130량, 7600호대: 25량)
  - 전기 기관차: 174량 (8000호대: 4량, 8100호대~8200호대: 83량, 8500호대: 87량)
- 여객객차: 626량
- 발전차: 89량
- 화차: 9124량

## 철도 문화재
한국철도공사에서는 2011년 2월 7일 『철도문화재 관리 지침』을 제정하여 사(社) 소유의 철도 유물을 철도기념물과 준철도기념물로 지정하고 있다.

### 철도기념물
철도사적으로 보존가치가 있는 철도유물 중에서 한국철도공사의 사장이 지정한 것이다. 다만, 문화재청장이 이미 등록한 문화재는 제외한다.
| 번호 | 사진 | 명칭                                                          | 소재지                     | 제작자 (단체)         | 지정일               | 제작시기    |
| 1호  |      | 증기기관차 터우 5형                                           | 철도인재개발원             | 서울공작창            | 2012년 1월 31일 지정 | 1935년      |
| 2호  |      | 디젤전기기관차 4102호                                         | 대전철도차량정비단         | GMC                   | 2012년 1월 31일 지정 | 1966년      |
| 3호  |      | 디젤전기기관차 4201호                                         | 대전철도차량정비단         | GMC                   | 2012년 1월 31일 지정 | 1967년      |
| 4호  |      | 디젤전기기관차 5025호                                         | 대전철도차량정비단         | GMC                   | 2012년 1월 31일 지정 | 1957년      |
| 5호  |      | 디젤전기기관차 6230호                                         | 대전철도차량정비단         | GMC                   | 2012년 1월 31일 지정 | 1967년      |
| 6호  |      | 디젤전기기관차 7001호                                         | 부산철도차량정비단         | 현대정공 철차사업부   | 2012년 1월 31일 지정 | 1986년      |
| 7호  |      | 전기기관차 8001호                                             | 대전철도차량정비단         | 알스톰 외             | 2012년 1월 31일 지정 | 1972년      |
| 8호  |      | 새마을동차(PMC)126호(객차335호포함), 새마을디젤동차(PMC)130호 | 청도역, 대전철도차량정비단 | 현대정공 철차사업부   | 2012년 1월 31일 지정 | 1989년      |
| 9호  |      | 침대객차(무궁화)                                              |                            |                       | 2012년 1월 31일 지정 |             |
| 10호 |      | 전호등                                                        |                            | 철도청                | 2012년 1월 31일 지정 | 1960년대    |
| 11호 |      | 일면 후부 표지등                                              |                            | 철도청                | 2012년 1월 31일 지정 | 1960년대    |
| 12호 |      | 입실역사 기록물                                               |                            | 조선총독부 철도국     | 2012년 1월 31일 지정 | 1937년      |
| 13호 |      | 심천역사 기록물                                               |                            | 조선총독부 철도국     | 2012년 1월 31일 지정 | 1935~1957년 |
| 14호 |      | 기관사 제복                                                   |                            | 철도청                | 2012년 1월 31일 지정 | 1974년      |
| 15호 |      | 故 김재현 기관사 순직비                                       | 대전광역시 동구 판암동     | 교통부                | 2012년 1월 31일 지정 | 1962년      |
| 16호 |      | 영암선 개통기념비                                             | 승부역                     | 교통부                | 2012년 1월 31일 지정 | 1955년      |
| 17호 |      | 산업선전철준공기념비                                          | 동해역                     | 철도청                | 2012년 1월 31일 지정 | 1975년      |
| 18호 |      | 경경선 전통기념비                                             | 단성역                     | 조선총독부 철도국     | 2012년 1월 31일 지정 | 1942년      |
| 19호 |      | 경전선 전통기념비                                             | 구. 하동역                 | 철도청                | 2012년 1월 31일 지정 | 1968년      |
| 20호 |      | 모터카 MB8901                                                 |                            | 대동상공              | 2012년 1월 31일 지정 | 1986년      |
| 21호 |      | 궤도안정기(DTS9201: Dynamic Track Stabilizer)                 |                            | PLASSER & THEURER     | 2012년 1월 31일 지정 | 1992년      |
| 22호 |      | 수동핸드카                                                    | 승부역                     | 교통부                | 2012년 1월 31일 지정 | 1960년      |
| 23호 |      | 완목식신호기등                                                |                            | 교통부                | 2012년 1월 31일 지정 | 1950년      |
| 24호 |      | 통표폐색기(통표, 휴대기, 수수기 포함)                         |                            | 교통부                | 2012년 1월 31일 지정 | 1956년      |
| 25호 |      | 자석식 전화교환기                                             |                            | 통감부 철도관리국     | 2012년 1월 31일 지정 | 1907년      |
| 26호 |      | 공전식 전화교환기                                             | 철도박물관                 | 조선총독부 철도국     | 2012년 1월 31일 지정 | 1925년      |
| 27호 |      | 완목식신호기(신호레바 포함)                                   | 주평역                     | 교통부                | 2012년 1월 31일 지정 | 1956년      |
| 28호 |      | 철도역사용지도                                                |                            | 교통부                | 2012년 1월 31일 지정 | 1953년      |
| 29호 |      | 안성천안간 선로준공 종단면도                                  |                            | 조선총독부 철도국     | 2012년 1월 31일 지정 | 1922년      |
| 30호 |      | 선로조사도                                                    |                            | 조선총독부 철도국     | 2012년 1월 31일 지정 | 1944년      |
| 31호 |      | 주주증권(조선철도주식회사)                                    |                            | 조선철도              | 2012년 1월 31일 지정 | 1924년      |
| 32호 |      | 주주증권(조선경남철도주식회사)                                |                            | 조선경남철도          | 2012년 1월 31일 지정 | 1920년      |
| 33호 |      | 주주증권(경춘철도주식회사)                                    |                            | 경춘철도              | 2012년 1월 31일 지정 | 1936년      |
| 34호 |      | DEC형 특별동차 1호(대통령 전용)                               | 철도박물관                 | 니혼샤료              | 2013년 9월 5일 지정  | 1969년      |
| 35호 |      | DEC형 특별동차 2호(경호용)                                    | 철도박물관                 | 대우중공업 철차사업부 | 2013년 9월 5일 지정  | 1985년      |
| 36호 |      | 경복호(PMC형 특별동차 1호, 대통령 전용)                       |                            | 한국철도차량          | 2013년 9월 5일 지정  |             |
| 37호 |      | 경복호(PMC형 특별동차 2호, 경호용)                            |                            | 한국철도차량          | 2013년 9월 5일 지정  |             |
| 38호 |      | 업무용 동차                                                   | 철도박물관                 | 대우중공업 철차사업부 | 2013년 9월 5일 지정  | 1990년      |
| 39호 |      | 디젤전기기관차 7301호                                         | 부산철도차량정비단         | 현대정공 철차사업부   | 2013년 9월 5일 지정  | 1989년      |
| 40호 |      | 전기기관차 8091호                                             |                            | 대우중공업 철차사업부 | 2013년 9월 5일 지정  | 1986년      |
| 41호 |      | 경주역사                                                      | 경주역                     | 조선총독부 철도국     | 2013년 9월 5일 지정  | 1936년      |
| 42호 |      | 불국사역사                                                    | 불국사역                   | 조선총독부 철도국     | 2013년 9월 5일 지정  | 1936년      |
| 43호 |      | 철도안전수송비                                                |                            | 철도청                | 2013년 9월 5일 지정  | 1974~1975년 |
| 44호 |      | 통표폐색기                                                    |                            | 철도청                | 2013년 9월 5일 지정  | 1960년대    |
| 45호 |      | 통표                                                          |                            | 철도청                | 2013년 9월 5일 지정  |             |
| 46호 |      | 표지부 선로전환기(신호등 포함)                                |                            | 철도청                | 2013년 9월 5일 지정  |             |
| 47호 |      | 완목식신호기 일체                                             | 삼화역                     | 철도청                | 2013년 9월 5일 지정  | 1968년      |
| 48호 |      | 완목식신호기 일체                                             | 장생포역                   | 철도청                | 2013년 9월 5일 지정  | 1950년대    |
| 49호 |      | 표지부 선로전환기 신호등                                      |                            | 철도청                | 2013년 9월 5일 지정  |             |
| 50호 |      | 정규도 및 표준도                                              |                            | 조선총독부 철도국     | 2013년 9월 5일 지정  |             |

### 준철도기념물
향후 역사적, 기술적, 교육적으로 보존할 가치가 있을 것으로 판단되는 것 중에서 한국철도공사의 사장이 지정한 것이다.
| 번호 | 사진 | 명칭                                  | 소재지                        | 제작자 (단체)       | 지정일                                     | 제작시기     |
| 1호  |      | 객차(비둘기호)                        | 대전철도차량정비단            | 인천공작창          | 2012년 1월 31일 지정                       | 1963년       |
| 2호  |      | 객차(통일호)                          | 국립대전현충원                | 현대정공 철차사업부 | 2012년 1월 31일 지정                       | 1981년       |
| 3호  |      | 수화물용저울                          |                               | 철도청              | 2012년 1월 31일 지정                       | 1960년대     |
| 4호  |      | 승차권 날짜기계(일부인)               |                               | 신성기전            | 2012년 1월 31일 지정                       |              |
| 5호  |      | 승차권 개표가위                       |                               | 철도청              | 2012년 1월 31일 지정                       |              |
| 6호  |      | 집표도장                              |                               | 철도청              | 2012년 1월 31일 지정                       |              |
| 7호  |      | 승차권 체송함                         |                               | 철도청              | 2012년 1월 31일 지정                       |              |
| 8호  |      | 김유정역사(구 신남역)                 | 김유정역                      | 조선총독부 철도국   | 2012년 1월 31일 지정                       | 1939년       |
| 9호  |      | 영월역사                              | 영월역                        | 교통부              | 2012년 1월 31일 지정                       | 1956년       |
| 10호 |      | 풍기역 급수탑                         | 풍기역                        | 조선총독부 철도국   | 2012년 1월 31일 지정                       | 1942년       |
| 11호 |      | 화본역 급수탑                         | 화본역                        | 조선총독부 철도국   | 2012년 1월 31일 지정                       | 1937년       |
| 12호 |      | 수원역 급수탑                         | 수원역                        | 조선총독부 철도국   | 2012년 1월 31일 지정                       | 1931년       |
| 13호 |      | 수원역 급수탑                         | 수원역                        | 조선총독부 철도국   | 2012년 1월 31일 지정                       | 1931년       |
| 14호 |      | 보성역 급수탑                         | 보성역                        | 만철 경성관리국     | 2012년 1월 31일 지정                       | 1922년       |
| 15호 |      | 순천역 급수탑                         | 순천역                        | 만철 경성관리국     | 2012년 1월 31일 지정                       | 1922년       |
| 16호 |      | 경주역 급수탑                         | 경주역                        | 조선총독부 철도국   | 2012년 1월 31일 지정                       | 1944년       |
| 17호 |      | 철도시발기념지비                      | 노량진역                      | 철도청              | 2012년 1월 31일 지정                       | 1975년       |
| 18호 |      | 영등포역 위령비                       | 철도인재개발원                | 교통부              | 2012년 1월 31일 지정                       | 1948년       |
| 19호 |      | 테르밋트 용접기                       |                               | 철도청              | 2012년 1월 31일 지정                       |              |
| 20호 |      | 톱(침목절단용)                        |                               | 철도청              | 2012년 1월 31일 지정                       |              |
| 21호 |      | 단고마와 켄트게이지                   | 제천역                        | 철도청              | 2012년 1월 31일 지정                       |              |
| 22호 |      | 선로게이지                            |                               | 철도청              | 2012년 1월 31일 지정                       |              |
| 23호 |      | 수동 레일천공기                       |                               | 철도청              | 2012년 1월 31일 지정                       |              |
| 24호 |      | 트렉젝크                              |                               | 철도청              | 2012년 1월 31일 지정                       | 1999년       |
| 25호 |      | 모터카 TMM9401 2021년 고철매각        |                               | 게이즈마            | 2012년 1월 31일 지정                       | 1994년       |
| 26호 |      | 휴대용 전화기(PT-93)                  |                               | 범아공영            | 2012년 1월 31일 지정                       |              |
| 27호 |      | 휴대용 전화기(PT-65)                  |                               | 범아실업            | 2012년 1월 31일 지정                       | 1980년       |
| 28호 |      | 자석식 전화기                         | 제천역                        | 철도청              | 2012년 1월 31일 지정                       |              |
| 29호 |      | 표지부 선로전환기(신호등 포함)        |                               | 철도청              | 2012년 1월 31일 지정                       |              |
| 30호 |      | 금고(현금보관용)                      |                               | 다케우치            | 2012년 1월 31일 지정                       | 1970년       |
| 31호 |      | 규정집(교통부소관국유재산취급규정)    |                               | 교통부              | 2012년 1월 31일 지정                       | 1954년       |
| 32호 |      | 관내지도(황해도 곡산군)               |                               | 교통부              | 2012년 1월 31일 지정                       |              |
| 33호 |      | 전기동차 1047-1247-1347-1147호        | 구로차량사업소                | 현대정공 철차사업부 | 2013년 9월 5일 지정 2020년 10월경 지정취소 | 1987년       |
| 34호 |      | 통지낭                                |                               | 철도청              | 2013년 9월 5일 지정                        |              |
| 35호 |      | 전령자 완장                           |                               | 철도청              | 2013년 9월 5일 지정                        | 1960년대     |
| 36호 |      | 금낭                                  |                               | 철도청              | 2013년 9월 5일 지정                        |              |
| 37호 |      | 개집표 가위                           |                               | 철도청              | 2013년 9월 5일 지정                        |              |
| 38호 |      | 2004년형 승차권 발매단말기(WTIM) 일체 |                               | 철도청              | 2013년 9월 5일 지정                        | 2004년       |
| 39호 |      | 2004년형 승차권 자동발매기 (ATIM)     |                               | 철도청              | 2013년 9월 5일 지정                        | 2004년       |
| 40호 |      | 장항선 원죽역 역명판(향나무 포함)     | 원죽역                        | 철도청              | 2013년 9월 5일 지정                        | 1960년대     |
| 41호 |      | 북전주역 명판                         | 북전주역                      | 철도청              | 2013년 9월 5일 지정                        | 1968년       |
| 42호 |      | 가야역 역사 기록서                    |                               | 가야역              | 2013년 9월 5일 지정                        | 1951~2001년  |
| 43호 |      | 거제역 역사 기록서                    |                               | 거제역              | 2013년 9월 5일 지정                        | 1946~2006년  |
| 44호 |      | 군산역 역사 기록서                    |                               | 군산역              | 2013년 9월 5일 지정                        | 1912년       |
| 45호 |      | 간치역 역사 기록서                    |                               | 간치역              | 2013년 9월 5일 지정                        | 1945년       |
| 46호 |      | 남포역 역사 기록서                    |                               | 남포역              | 2013년 9월 5일 지정                        | 1945년       |
| 47호 |      | 웅천역 역사 기록서                    |                               | 웅천역              | 2013년 9월 5일 지정                        | 1945년       |
| 48호 |      | 웅천역 역세권 보고                    |                               | 웅천역              | 2013년 9월 5일 지정                        | 1957년       |
| 49호 |      | 경주역 직원 사진첩                    |                               | 경주역              | 2013년 9월 5일 지정                        |              |
| 50호 |      | 구열차운전시행절차                    |                               | 교통성 등           | 2013년 9월 5일 지정                        | 1958년~      |
| 51호 |      | 열차운전시각표                        |                               | 교통부              | 2013년 9월 5일 지정                        | 1952년~      |
| 52호 |      | 규정류찬(제3편 운수)                  |                               | 조선총독부 철도국   | 2013년 9월 5일 지정                        | 1941~1977년  |
| 53호 |      | 뱃지                                  |                               | 철도국              | 2013년 9월 5일 지정                        | 1950년대     |
| 54호 |      | 제모                                  |                               | 철도청              | 2013년 9월 5일 지정                        | 1960년대     |
| 55호 |      | 하양역 화물상옥                       | 하양역                        | 조선총독부 철도국   | 2013년 9월 5일 지정                        | 1940년       |
| 56호 |      | 덕산역사                              | 덕산역                        | 조선총독부 철도국   | 2013년 9월 5일 지정                        | 1931년       |
| 57호 |      | 동래역사                              | 구.동래역                     | 조선총독부 철도국   | 2013년 9월 5일 지정                        | 1934년       |
| 58호 |      | 포항역사                              | 구.포항역                     | 조선총독부 철도국   | 2013년 9월 5일 지정                        | 1945년       |
| 59호 |      | 극락강역사                            | 극락강역                      | 교통부              | 2013년 9월 5일 지정                        | 1959년       |
| 60호 |      | 명봉역사                              | 명봉역                        | 교통부              | 2013년 9월 5일 지정                        | 1950년       |
| 61호 |      | 기장역 철도관사                       | 기장역                        | 조선총독부 철도국   | 2013년 9월 5일 지정                        | 1935년       |
| 62호 |      | 함평역 추모비                         | 함평역                        | 교통부              | 2013년 9월 5일 지정                        | 1951년       |
| 63호 |      | 모산건널목 사고 위령탑                | 충청남도 아산시 배방읍 공수리 | 철도청              | 2013년 9월 5일 지정                        | 1971년       |
| 64호 |      | 일산역장 순직비                       | 일산역                        | 철도청              | 2013년 9월 5일 지정                        | 1979년       |
| 65호 |      | 보선분소 직원 순직비                  |                               | 철도청              | 2013년 9월 5일 지정                        | 1967년       |
| 66호 |      | 선임시설장 직원 순직비                |                               | 동해시설관리사무소  | 2013년 9월 5일 지정                        | 2002년       |
| 67호 |      | 기관사 직원 순직비                    |                               | 철도청              | 2013년 9월 5일 지정                        | 1999년       |
| 68호 |      | 통신 직원 순직비                      |                               |                     | 2013년 9월 5일 지정                        | 1950년대     |
| 69호 |      | 기관사 직원 순직비                    |                               | 교통부              | 2013년 9월 5일 지정                        | 1946년       |
| 70호 |      | 이리역 위령탑                         | 익산역                        | 철도청              | 2013년 9월 5일 지정                        | 1977년       |
| 71호 |      | 명암터널 위령비                       | 충청북도 충주시 산척면 명서리 | 교통부              | 2013년 9월 5일 지정                        | 1958년       |
| 72호 |      | 모터장착 핸드카                       |                               | 철도청              | 2013년 9월 5일 지정                        |              |
| 73호 |      | 토사적재트레일러(SLT9807-9809)        |                               | 태현                | 2013년 9월 5일 지정                        | 1999년       |
| 74호 |      | 초음파 레일탐상기(ASP7072)            |                               | 도쿄계기            | 2013년 9월 5일 지정                        | 1981년       |
| 75호 |      | 토오크렌치                            |                               | 철도청              | 2013년 9월 5일 지정                        |              |
| 76호 |      | 곡선정정계산기                        |                               | 철도청              | 2013년 9월 5일 지정                        | 1970년       |
| 77호 |      | 대곡자                                |                               | 철도청              | 2013년 9월 5일 지정                        |              |
| 78호 |      | 휴대용전화기 상자 제작도              |                               | 교통성 등           | 2013년 9월 5일 지정                        | 1958년~      |
| 79호 |      | 한국교통동란기(속편)                  |                               | 교통사편찬위원회    | 2013년 9월 5일 지정                        | 1953, 1956년 |
| 80호 |      | 철도창설 제59주년 기념 종합체육대회   |                               | 교통부부우회        | 2013년 9월 5일 지정                        | 1958년       |

## 운행 차량
현재 운행 중인 차량만을 기술하였다.
- 기관차
  - 4400호대 디젤 기관차
  - 7300호대 디젤 기관차
  - 7400호대 디젤 기관차
  - 7500호대 디젤 기관차
  - 7600호대 디젤 기관차
  - 8000호대 전기 기관차
  - 8100호대 전기 기관차
  - 8200호대 전기 기관차
  - 8500호대 전기 기관차

- 일반 여객 영업 동차
  - KTX(100000호대): 대한민국에 최초로 도입된 여객 영업용 고속철도 차량이다.
  - KTX-산천(110000호대): 기술 시험 차량인 HSR-350x를 토대로 국산화한 차량이다.
  - KTX-산천SRT : (120000호대)(130000호대)
  - KTX-산천(140000호대): 강릉선(원주~강릉 구간) 개통에 대비하여 도입된 고속철도 차량이다.
  - KTX-이음(150000호대): 중앙선 서원주-봉양 구간과 도담-단양간 복선화, 안동역까지 전철화가 완료되면서 운행을 시작한 고속철도 차량이다. KTX-산천이 다녔던 강릉선도 운행중이다.
  - KTX-청룡(160000호대)
  - 200000호대 전동차: 누리로 등급이다.
  - 210000호대 전동차: 기존 새마을호를 대체하는 ITX-새마을 등급으로 2014년 5월 12일부터 운행되고 있다.
  - 220000호대 전동차: 기존 무궁화호를 대체하는 ITX-마음[18]으로 2023년 9월 1일부터 운행하고 있다.
  - 368000호대 전동차: ITX-청춘 등급으로 경춘선에서만 운행하는 고상홈 대응 차량이다. 2012년 2월 28일 운행을 개시하였다.

- 통근형 전동차
  - 수도권 전철
    - 3000호대 전동차: 3호선에서 운행하며, 가변 전압 가변 주파수 제어 방식이다.
    - 311000호대 · 312000호대 전동차: 1호선 금천구청 - 광명 구간을 제외한 나머지 구간에 운행하며, 가변 전압 가변 주파수 제어 방식이다.
    - 319000호대 전동차: 1호선 (영등포 - 광명셔틀)구간에만 운행하며, 가변 전압 가변 주파수 제어 방식이다.
    - 321000호대 전동차: 수도권 전철 경의·중앙선 문산 - 도라산구간과 서울역 - 가좌구간을 제외한 나머지 구간에 운행하며, 가변 전압 가변 주파수 제어 방식이다.
    - 331000호대 전동차: 수도권 전철 경의·중앙선에서 운행하며, 가변 전압 가변 주파수 제어 방식이다.
    - 341000호대 전동차: 4호선에서 운행하며, 가변 전압 가변 주파수 제어 방식이다.
    - 351000호대 전동차: 수도권 전철 수인·분당선에서 운행하며, 가변 전압 가변 주파수 제어 방식이다.
    - 361000호대 전동차: 수도권 전철 경춘선에서 운행하며, 가변 전압 가변 주파수 제어 방식이다.
    - 371000호대 전동차: 수도권 전철 경강선에서 운행하며, 가변 전압 가변 주파수 제어 방식이다.
    - 391000호대 전동차: 수도권 전철 서해선에서 운행하며, 가변 전압 가변 주파수 제어 방식이다.

  - 부산 도시철도(부산·경남권)
    - 381000호대 전동차: 동해선 광역전철에서 운행하며, 가변 전압 가변 주파수 제어 방식이다.

  - 대구 도시철도(대구 · 경북권)
    - 392000호대 전동차: 대경선에서 운행하며, 가변 전압 가변 주파수 제어 방식이다.

- 새마을호: 1969년 5월 15일 운행하고 2018년에 퇴역한 열차
- 무궁화호
- 발전차
- 화차
- 우편차

## 열차 내 안내방송
철도청 시절이었던 1990년대까지는 종착역을 제외하면 별도의 음악 없이 육성으로만 녹음된 자동안내방송이 나왔으며 카세트테이프 방식으로 송출되었다. 2002년 이윤정, 브랜든 성우의 투입과 함께 1호선에 정차역, 환승역 음악이 처음 적용되었고 2003년 남은 국철, 3호선, 4호선, 분당선 전 구간에 성우 변경과 정차역, 환승역, 출발역 음악이 적용되었다. 철도청은 2002년 이후 카세트테이프 방식의 자동안내방송을 중단하였고, 2003년 전 구간 안내방송을 CD로 재녹음한 이래 CD 안내방송만을 사용했다. 2010년 이후에는 자동안내방송 시스템으로 방송한다.
1993년부터 2003년까지는 김수희 성우가 정미나 성우가 광역전철과 통일호에서 각각 한국어와 영어 안내방송을 맡았다. 2002년 1호선 한정으로 이윤정 성우와 브랜든 성우의 안내방송으로 시험 변경되었고, 다음 해인 2003년 국철, 분당선, 3호선, 4호선 등 철도청 관할 광역전철 전 노선이 이윤정 성우와 브랜든 성우의 안내방송으로 변경되었다. 철도청은 KTX가 개통한 2004년에는 무궁화호, 새마을호의 안내방송까지 이윤정 성우와 브랜든 성우로 바꾸었는데 이는 고속철도 개통을 앞두고 외국인 관광객에게 편의를 제공하기 위해, 영어 방송을 기존 한국인 성우에서 원어민으로 변경하는 과정에서의 교체였다. 통일호 종운 이후 남은 통근열차에는 김수희, 유미나 성우의 안내방송이 2009년까지 적용되었다.

### 출발역, 정차역, 환승역, 종착역 시그널 음악
- 출발역
  - 광역철도, ITX-청춘: 한국철도공사 ID송
  - 무궁화호, 누리로, 새마을호, ITX-새마을, ITX-마음: 봄소나기
  - KTX: 몽금포타령[19](대기음악), Jesus bleibet meine fleude[20](출발 후 방송음악)
- 정차역
  - KTX: California Vibes[21]
  - 광역철도, ITX-청춘: 미적용
  - 무궁화호, 새마을호, ITX-새마을, ITX-마음, 누리로[22]: 어린달
- 환승역
  - 광역철도: 얼씨구야
  - KTX, 무궁화호, 누리로, 새마을호, ITX-새마을, ITX 청춘, ITX-마음: 미적용
- 종착역
  - KTX
    - 방송 전: Same road same reason[23]
    - 방송 후: Happiness[24][25]

  - 광역철도, ITX-청춘: 한국철도공사 로고송
  - 무궁화호, 새마을호, ITX-새마을, 누리로, ITX-마음: 날자꾸나

#### 과거
- 출발역
  - 광역철도: 4음징글(~2001년), Last Mattinata (2002년~2010년)
  - KTX: Peaceful Rain (2004년), 꽃의 동화 (2005년~2008년), Let it be (2008년~2012년), Kiss the rain (2013년~2020년)
  - 무궁화호: What will I do (2002년~2003년), 국민의 철도 코레일 (2010년~2014년)
  - 새마을호: Looking for you (2000년~2003년), Dreamers (2004년~2007년), Outlook (2002년~2009년)
  - 통일호, 통근열차: 육성 방송, 4음징글
- 정차역
  - 광역철도: 미적용
  - KTX: 4음 징글 (2004년), 가야금 산조 (2005년~2007년), 캐논변주곡 (2008년~2010년)
  - 무궁화호: 육성방송 (~2007년), 회전목마 (2008년~2010년), 브란덴부르크 협주곡 4번 1악장 (2012년~2014년)
  - 새마을호: 4음 징글 (2000년~2005년), Jumping (2006년~2007년), 겨울이 오면 (2008년~2012년), 브란덴부르크 협주곡 4번 1악장 (2012년~2014년)
  - 통일호, 통근열차: 육성 방송, 자동안내방송
- 환승역
  - 광역철도: 육성방송, 뻐꾸기 효과음 (1993년~2002년)[26] 모차르트 미뉴에트 (2002년~2010년)[27]
  - KTX, 무궁화호, 새마을호, 통일호, 통근열차: 미적용
- 종착역
  - 광역철도: 터키행진곡 (1993년~2002년)[28] 모차르트 교향곡 17번곡 (2002년~2010년), 사랑을 전하세요 코레일(2008년~2010년)[29]
  - KTX: High noon (2004년), 가야금 산조 (2005년~2007년), 캐논 변주곡 / Dreamers (2008년~2010년)
  - 무궁화호: What will I do (2002년~2003년), Let it be (2008년~2012년), 코레일 사가 (2010년~2012년), 국민의 철도 코레일 (2012년~2014년)
  - 새마을호: Outlook (2002년~2007년), Looking for you (2000년~2007년), Let it be (2008년~2009년), 코레일 사가 (2010년~2012년), 국민의 철도 코레일 (2012년~2014년)
  - 통일호, 통근열차: 육성방송, 자동안내방송

### 성우
- 한국어
  - 광역철도: TTS
  - ITX 청춘: 조영미, 강희선 (승차권 공지사항)
  - 무궁화호, ITX-새마을: 조예신
  - KTX: 고구인
  - 누리로: 조예신(2016년 12월부터)
- 영어
  - 광역철도: TTS
  - 무궁화호, 새마을호, ITX-새마을, ITX 청춘, KTX: 리사 켈리, 제니퍼 클라이드(ITX 청춘 승차권 공지사항)
  - 누리로: 리사 켈리(2016년 12월부터)

#### 과거
- 한국어
  - 광역철도: 김수희 (1993년~2003년)[30], 이윤정 (2002년~2010년)[31] 한수림 (2008년~2010년)[32]
  - 무궁화호: 이선 (2000년~2007년), 이윤정 (2008년~2012년)
  - 새마을호: 이선 (2000년~2005년), 이윤정 (2005년~2007년)
  - 누리로: 이윤정(2009년~2016년 11월)
  - 통일호 / 통근열차: 김수희 (1990년대~ 2009년)[33]
- 영어
  - 광역철도: 조미나 (1993년~2003년)[34], 브랜든 (2002년~2010년)[35]
  - 무궁화호: 브랜든 (2000년~2014년)
  - 새마을호: 브랜든 (2000년~2014년)
  - 누리로: 브랜든 (2009년~ 2016년 11월)
  - 통일호 / 통근열차: 조미나 (1990년대~2009년)

### 열차 접근음
- 상행선
  - 광역/도시철도[36]: 실로폰
  - ITX 청춘[37]: 실로폰
  - 수도권 전철 : 실로폰 멜로디
- 하행선
  - 광역/도시철도[38]: 트럼펫
  - ITX 청춘[39]: 트럼펫
  - 수도권 전철 : 트럼펫 멜로디

## 사옥
2006년 12월 착공한 한국철도공사 대전 본사는 2009년 8월 완공되었으며, 쌍둥이 빌딩 형식으로 서관에 한국철도공사, 동관에 한국철도시설공단(現 국가철도공단)이 입주하였다. 본사는 연면적 23,507m2이며, 지하 4층, 지상 28층 규모이다.

## 역대 사장
- 임기는 3년이다.

| 대수 | 이름   | 임기                               | 비고                                                                                        |
| ---- | ------ | ---------------------------------- | ------------------------------------------------------------------------------------------- |
| 1    | 신광순 | 2005년 1월 1일 ~ 2005년 5월 7일    | 제24대 철도청장                                                                             |
| 2    | 이철   | 2005년 6월 29일 ~ 2008년 1월 25일  | 前 제12~14대 국회의원 (서울 성북 갑)                                                        |
| 대행 | 박광석 | 2008년 2월 ~ 2008년 6월            |                                                                                             |
| 3    | 강경호 | 2008년 6월 11일 ~ 2008년 11월 27일 | 前 서울메트로 사장                                                                          |
| 대행 | 심혁윤 | 2008년 11월 ~ 2009년 3월           |                                                                                             |
| 4    | 허준영 | 2009년 3월 19일 ~ 2011년 12월 22일 | 제12대 경찰청장                                                                             |
| 대행 | 팽정광 | 2011년 12월 ~ 2012년 2월           | 前 의정부경전철 대표이사                                                                    |
| 5    | 정창영 | 2012년 2월 6일 ~ 2013년 6월 17일   | 前 감사원 사무총장                                                                          |
| 대행 | 팽정광 | 2013년 6월 18일 ~ 2013년 10월 1일  | 前 의정부경전철 대표이사                                                                    |
| 6    | 최연혜 | 2013년 10월 2일 ~ 2016년 3월 14일  | 제20대 국회의원 (비례대표) 첫 번째 여성 사장 前 대한민국 철도청 차장 前 한국철도공사 부사장 |
| 대행 | 김영래 | 2016년 3월 15일 ~ 2016년 5월 9일   | 前 한국철도공사 부사장 前 한국철도차량엔지니어링 이사장                                     |
| 7    | 홍순만 | 2016년 5월 10일 ~ 2017년 8월 4일   | 前 인천광역시 경제부시장                                                                    |
| 대행 | 유재영 | 2017년 8월 5일 ~ 2018년 2월 5일    | 한국철도공사 부사장                                                                         |
| 8    | 오영식 | 2018년 2월 6일 ~ 2018년 12월 11일  | 前 제16대 국회의원 (전국구) 前 제17, 19대 국회의원 (서울 강북 갑)                           |
| 대행 | 정인수 | 2018년 12월 12일 ~ 2019년 3월 26일 | 한국철도공사 부사장                                                                         |
| 9    | 손병석 | 2019년 3월 27일 ~ 2021년 7월 16일  | 前 국토교통부 철도국장 前 국토교통부 제1차관                                                |
| 대행 | 정왕국 | 2021년 7월 17일 ~ 2021년 11월 25일 | 한국철도공사 부사장                                                                         |
| 10   | 나희승 | 2021년 11월 26일 ~ 2023년 3월 3일  | 前 한국철도기술연구원 원장                                                                  |
| 대행 | 고준영 | 2023년 3월 4일 ~ 2023년 7월 23일   | 前 한국철도공사 기술본부장 前 한국철도공사 부사장                                           |
| 11   | 한문희 | 2023년 7월 24일 ~ 현재             | 前 부산교통공사 사장                                                                        |

## 경영현황
철도공사 출범이후 적자를 면치 못했으나, 2007년 용산국제업무지구 개발사업으로 당기순이익을 기록했으나 2013년 용산국제업무지구 개발사업이 무산되면서 다시 당기순손실로 전환되었다.
2015년 4월 호남고속철도 1단계 구간 개통으로 흑자전환되었다가 2016년 수서고속철도의 운영사 SR 출범으로 다시 적자로 전환되었고 2020년 코로나19 여파로 1조원이라는 사상 최대규모의 당기순손실을 기록했다. 그러자 코레일측은 2011년 12월이후 동결된 철도요금을 인상해달라고 관계부처에 요청했다. 국토교통부는 동의하나 기획재정부는 물가상승 억제를 이유로 난색을 표하고 있다.

### 재무제표
(단위: 억원)
| 구분 | 2005년  | 2010년  | 2015년  | 2020년  | 2021년  | 2022년  | 2023년  |
| ---- | ------- | ------- | ------- | ------- | ------- | ------- | ------- |
| 자산 | 140,554 | 198,122 | 178,690 | 246,441 | 245,937 | 284,525 | 287,523 |
| 부채 | 57,994  | 96,579  | 132,078 | 174,407 | 181,452 | 195,782 | 203,585 |
| 자본 | 82,560  | 101,543 | 46,611  | 72,033  | 64,485  | 88,743  | 83,938  |

### 손익계산서
(단위: 억원)
| 구분       | 2005년  | 2010년  | 2015년 | 2020년   | 2021년   | 2022년  | 2023년  |
| ---------- | ------- | ------- | ------ | -------- | -------- | ------- | ------- |
| 매출액     | 34,029  | 36,825  | 52,207 | 44,004   | 51,427   | 54,557  | 58,159  |
| 영업이익   | (5,380) | (5,287) | 1,143  | (11,684) | (8,660)  | (4,363) | (4,743) |
| 당기순이익 | (6,069) | 3,807   | 5,776  | (12,380) | (11,081) | (3,104) | (5,424) |

## 같이 보기
- 대한민국의 철도
- 대한민국 철도청
- 철도기관 공동사옥
  - 국가철도공단
- 한국철도대학
- 한국교통대학교
- 한국철도기술연구원
- 대전 코레일 FC
- 국유 철도
- 김행균
- KTX 여승무원 고용 분쟁
- 내일로
- 코레일 멤버십 카드
- 코레일체
- 레일플러스